# Prunus serrulata var. spontanea
Variété
Classification phylogénétique
Prunus serrulata var. spontanea est une variété de plantes à fleurs de la famille des Rosaceae. C'est une variété de Prunus serrulata. Cet arbuste est un Sakura, c'est-à-dire un cerisier ornemental du Japon.

## Nom vernaculaire
- Yamazakura, Japon

## Synonyme
- Prunus jamasakura Siebold ex Koidz.